# One More Chance (Madonna-dal)
A One More Chance című dal Madonna amerikai énekesnő 1996. március 7-én megjelent kislemeze a Something to Remember című ballada válogatásalbumról. A dalt a Maverick kiadó jelentette meg második kislemezként Ausztráliában, és Japánban, valamint Európában a harmadik kislemez volt. A dal egy akusztikus popballada, melynek szövegei arról szólnak, hogy megpróbálnak visszaszerezni egy elveszett szeretőt. A dalt Madonna valós élettapasztalata ihlette, de ő éppen az ellenkező nézőpontból írta le.
A dal pozitív visszhangot kapott a zenekritikusoktól, akik dicsérték a zenei egyszerűségét, és Madonna énekhangját. A dal Olaszországban a második helyezett volt a slágerlistán, és Top40-es lett Ausztráliában, Finnországban, Svédországban, és az Egyesült Királyságban. Mivel Madonna éppen az Evita forgatásával volt elfoglalva, így a dal kevés promóciót kapott, és nem is készült hozzá videóklip.

## Előzmények
1995 novemberében Madonna kiadta a Something to Remember című válogatásalbumot, melyen pályafutása balladái, és három új dal található. A "One More Chance" egyike volt az új daloknak, melyet az énekesnő David Fostner kanadai zenész oldalán komponált. A dal 1996. március 7-én jelent meg az album második kislemezeként Ausztráliában és Japánban. Az európai országokban pedig a harmadik kimásolt kislemez volt. A kislemez B. oldalán a "You'll See" spanyol változata a "Verás" kapott helyet. Fostner eleinte nem számított arra, hogy Madonna együttműködik vele, mivel úgy gondolta, hogy zenéje nem igazán elég menő számára. Végül Madonna és Fostner közösen dolgoztak a dalon, mint az írási, mind a felvételi szakaszban 1995. szeptember harmadik hétvégéjén.
Barbara Victor a Godness: Inside Madonna című könyvében Madonna a hat hónapos énekképzés alatt írta a dalt az Evita című musicalben játszott szerepére való felkészülése során. A Spin magazinnak adott 1996. januári interjújában elmondta, hogy a dalt életének egy boldog pillanata ihlette, amikor esélyt adott egy férfinak, akit ismert, és az képes volt az ő igényeit teljesíteni. Madonna megfordította a helyzetet, és megírta a dalt, melyet így magyarázott: "A dalírás során gyakran elfogadom azokat a dolgokat, amelyeket az emberek mondanak nekem, és megfordítom, így első személyben fogalmazom meg. Tehát ez valójában az, amit nekem mondtak.". Madonna nem árulta el annak a személynek a nevét, aki a dal fő alanya lett.

## Felvétel és kompozíció
A dal producere és hangszerelése Madonna és David Foster feladata volt. A dalt a Brooklyn Stúdióban vették fel Ronnie Rivera segítségével. David Reitzas tervezte, és keverte a dal remixét is, illeetve Simon Franglen egy szinkronizáltabb programozást készített a dalhoz. Három hangszert használtak a dalhoz. Akusztikus gitáron Dean Parks, csellón Suzie Katayama, és billentyűs hangszereken David Fostner játszott.
A "One More Chance" egy akusztikus popballada, mely 92 BPM ütemű. A dal F dúr hangnemben szólal meg, az akkordmenete Cmaj7–Bm7–Am7–Bm7 alapsorrend, a háttérzene pedig zongora és gitár. Madonna hangja G3-tól B♭4-ig terjed. A verzék F-dúrral kezdődnek, majd a kórus d-moll felé hajlik, a híd és a befejező szakaszok D-dúrra változnak. Louis Virtel (Idolator) azt mondta a dalról, hogy Madonna bocsánatért könyörög, és egyetlen zenei kíséret az éles akusztikus gitár. Madonna az énekleckéket az Evitában használta fel, és azt mondta, hogy a "You'll See" valamint a "One More Chance" című dalokkal kapcsolatban, hogy amikor meghallod a dalokat, hallhatod, hogy próbáltam magamba szívni és hasznosítani a tanultakat az Evita felvételeihez.
A dal az egy újjal kiválasztott akusztikus gitár hangjával kezdődik, mely az amerikai Extreme együttes "More Than Words" (1991) című dalára emlékeztet. A kompozíció organikus elrendezésű, szintetizátoroktól mentes, és csak a gitár és a visszafogott vonósokon alapul. Számos akkordváltás történik a dal során, miközben Madonna énekli a dalszöveget, amit a refrén végén egy intervallum kísér az "if you care for me" sorral. A híd rész a harmóniák és a gitárok kombinációját ábrázolja, ahol a kulcs változik. A dal Madonna szólóénekének rövid szünetével, néhány gitárakkorddal zárul, majd egy dúr akkord utolsó húrjával eloszlik a hangszeren.

## Kritikák
Ken Tucker az Entertainment Weekly munkatársa azt írta, hogy a dal csak egy a fogyasztói csábítások közül, melyek csak fokozzák a vonzerőt. A Billboard kritikusa Timothy White "keserédes szerenádnak" nevezte a dalt. J.D. Considine a Baltimore Sun-ból az album legnagyobb meglepetésének nevezte a dalt, és kifejtette, hogy ez a David Foster dal nagyon megterhelő vokálisan, szélesebb skálát és nagyobb erőt igényel, mint bármi más az albumon. Madonna azonban jobban megfelel a kihívásoknak, és elég erőt, valamint kifinomultságot mutat ahhoz, hogy még a Madonna fóbok is elismerjék, hogy tud énekelni. Louis Virtel az Idolator oldaltól azt írta: Egyetlen másik Madonna dal sem hangzik úgy, és melankolikus kijelentésként olyan nagyszerű kompozíciókkal mint a "You'll See" és az "I'll Remember" című dalok. J. Randy Taraborrelli, a Madonna: An Intimate Biographia szerzője a dalt a a "You'll See" mellett az egyik legkomorabb dalnak nevezte, melyet Madonna valaha is rögzített. Tirzah Agassi a The Jerusalem Posttól úgy érezte, hogy a dal "sokkal sekélyebb", mint a "You'll See". Adam Graham a The Detroit Newstól "egy ritka akusztikus balladának" nevezte a dalt, amelyen Madonna felmelegítette az Evita előtti "pipáit".
2012-ben a TheBlacklot.com oldal által Louis Virtel a 84. helyre sorolta a dalt a "The 100 Greatest Madonna Songs" listán, mondván, a dal nem több mint egy gitár és Madonna énekének trillázása. "Azonban hatékonyabb, mint bármi más, amit az elmúlt öt évben Taylor Swift szájából hallottál. " Rikky Rooksby a The Complete Guide to the Music of Madonna szerzője bírálta a dalt, és a dalszövegeket "nyájasnak" nevezte. Úgy érezte, hogy Madonna énekéből hiányzik az önbizalom, és az improvizáció, ami ahhoz szükséges, hogy ez a fajta dal valójában életre keljen. A The Guardian-tól Jude Rogers szintén kritikus volt, és azt írta, hogy "vannak jobb vágások is a "Something to Remember" antológiájában.". Ennek ellenére a dalt a 62. helyre sorolta Madonna kislemezeinek rangsorában, és 60. születésnapjának tiszteletére. A Slant Magazintól Paul Schrodt úgy vélekedett, hogy a részben korlátozott hangterjedelemnek köszönhetően Madonna balladái gyakran üdítően alulértékeltek, és a "One More Chance" kortársaihoz képest kifejezetten szánalmasan hangzik.

## Slágerlistás helyezések
A "One More Chance" 1996. május 23-án lépett be a 11. helyre az Egyesült Királyság kislemezlistájára. A második héten azonban a 29. helyre esett, és négy hétig maradt Top 100-as helyezés. Az Official Charts Company szerint 2008 augusztusáig a kislemezből 56.851 példány fogyott az Egyesült Királyságban. Ausztráliában a dal a 43. helyen debütált az ARIA kislemezlistáján 1996. március 24-én. A slágerlistán a 35. helyen érte el a csúcsot, és öt hétig volt Top 50-es helyezés. Olaszországban a dal a 10. helyen debütált a FIMI kislemezlistáján április 6-án. A következő héten a dal elérte a második helyezést és egy hétig maradt ebben a pozícióban. Finnországban a dal 1996. március 13. hetében a 14. helyen szerepelt. A slágerlistán négy hétig tartózkodott, és a 12. helyen állt meg. Svédországban a dal március 29-én debütált, és a 39. helyen érte el a csúcsot, a listán maradva 3 hétig. Az Európai listákon azonban gyengébben szerepelt a dal és csak az 50. helyet tudta elérni az European Hot 100 Singles listán.

## Promóció és feldolgozások
A dalnak Madonna Evita beli elfoglaltsága miatt alig volt promóciója, és hivatalos klip sem készült. Az MTV-n bemutattak egy videót, melyen a Rain, a "You'll See", a "Take a Bow" és a "La Isla Bonita" klipjeiből vágtak össze. Madonna még soha nem adta elő a dalt élőben a megjelenés óta. 2000-ben a dalt a mexikói Sentidos Opuestos dolgozta fel spanyol nyelven "Hoy que no estás" címmel. A spanyol szöveget Donato Póveda írta. A dal felkerült a spanyol popduó ötödik stúdióalbumára, a Movimiento Perpetuo-ra, melyet 2000. október 10-én jelentetett meg az EMI Latin lemezkiadó.

## Számlista és formátumok
- UK CD single és Japán CD maxi-single

1. "One More Chance" (Album Version) – 4:25
2. "You’ll See" (Spanish Version) – 4:20
3. "You'll See" (Spanglish Version) – 4:20

- UK 7-inch kislemez és kazetta single

1. "One More Chance" (Album Version) – 4:25
2. "You'll See" (Spanish Version) – 4:20

## Slágerlista
| Slágerlista (1996)                       | Legjobb helyezés |
| ---------------------------------------- | ---------------- |
| Ausztrália (ARIA)                        | 35               |
| Croatia (Radio Sjeverozapad)             | 15               |
| European Hot 100 Singles (Music & Media) | 50               |
| Finnország (Singlet Top 20)              | 12               |
| Italy (FIMI)                             | 2                |
| Skócia (Scottish Singles Top 40)         | 12               |
| Svédország (Sverigetopplistan)           | 39               |
| Egyesült Királyság (UK Singles Chart)    | 11               |

## Bibliográfia
- Foster, David. Hitman: Forty Years Making Music, Topping the Charts, and Winning Grammys. Simon & Schuster (2009). ISBN 978-1-4391-0306-7
- Morton, Andrew. Madonna. Macmillan Publishers (2002). ISBN 0-312-98310-7
- Rooksby, Rikky. The Complete Guide to the Music of Madonna. Omnibus Press (2004). ISBN 0-7119-9883-3
- Taraborrelli, Randy J.. Madonna: An Intimate Biography. Simon & Schuster (2002). ISBN 0-7432-2880-4
- Victor, Barbara. Goddess: Inside Madonna. HarperCollins (2013). ISBN 978-0-06-230690-6